# Pyre
《Pyre》是Supergiant Games开发的一部動作角色扮演體育遊戲，适用于Microsoft Windows、Linux、macOS和PlayStation 4，发布于2017年7月25日。

## 剧情与玩法
游戏在古典奇幻设定下进行。玩家操控一个被驱逐出社会的角色，并很快与其他三名流亡者相遇。这三名流亡者发现玩家角色识字，是解读仪式之书的能力，并邀请玩家角色加入他们的小队，并起“阅读者”的绰号。在穿越炼狱之地的旅途游戏过程中，阅读者帮助着流亡者遇见其他的流亡者，并通过击败其他的流亡者来净化自己的灵魂。剧情叙事采用叙述文本的方式，包括玩家角色选择分支选项来进一步探索剧情。阅读者除了在类似于街头篮球的“仪式”中带领流亡者们，还要决定如何通过像搜寻补给、学习更多世界知识，或指导流亡者提高自身能力之类的行动，来帮于支持或提升小组。
在这片土地上，小队会通过“仪式”的方式与其他流亡者进行挑战，IGN评论员马蒂·席尔瓦描述该游戏的战斗体系结合了《DotA》、《火箭聯盟》以及Supergiant的上一部游戏《晶体管》。仪式在两端有薪火的场地上进行，三打三面对面的方式。小队成员可通过投射天界之球来摧毁对方的薪火，得以扣去薪火的生命值。玩家只能操控一名角色进行传球。带球中的得分角色如果被敌人的光环触碰，天界之球掉落在脚边，并被暂时放逐出仪式一段时间。不同的角色有不同的技能，例如冲刺或是远程发射。不同玩家角色也有不同的被动能力, 如得分角色可以在竞技场快速移动, 但对对手的柴堆损害很小, 而防守角色大又慢，但能做出最大的损害。
该游戏内置本地多人模式，两个名玩家可以操控不同的小队进行竞赛。Supergiant曾不确定是否能在游戏发售前及时将在线多人模式添加进去，并在发售时选择保持本地和人机模式。

## 反响
Metacritic中，Pyre获得“普遍好评”。